# Josef Krist (poslanec)
Josef Krist (19. srpna 1868 Vlkoš – 19. prosince 1950 Vlkoš) byl rakouský pedagog a politik z Moravy; poslanec Moravského zemského sněmu.

## Biografie
Narodil se roku 1868 ve Vlkoši, kde jeho otec Jan Krist byl čtvrtláníkem. Sám tu působil jako rolník. Roku 1895 po rodičích převzal rodinné hospodářství. V roce 1921 vystoupil z katolické církve.
Počátkem 20. století se zapojil i do vysoké politiky. V zemských volbách v roce 1906 byl zvolen na Moravský zemský sněm, kde zastupoval kurii venkovských obcí, český obvod Kyjov. V roce 1906 se na sněm dostal jako samostatný agrární kandidát. Brzy po volbách byl nalezeny při volbách v tomto obvodu chyby, kvůli kterým se chystalo jejich anulování. Šlo o vyřazení 29 voličských hlasů ve prospěch Karla Františka Seilerna kvůli nevyhovujícímu písmu. Při jejich započtení by Krist ani nepostoupil z 1. do 2. kola volby. Na mandát proto Krist sám rezignoval již v roce 1907. Ohlásil, že hodlá kandidovat i v následně vypsaných doplňovacích volbách. Do nich šel jako agrárník (Českoslovanská strana agrární), ale porazil ho mladočeský kandidát Jan Měchura.